# Helga Klein
Helga Klein (Mannheim, Alemania, 15 de agosto de 1931) fue una atleta alemana, especializada en la prueba de 4 x 100 m en la que llegó a ser subcampeona olímpica en 1952.

## Carrera deportiva
En los JJ. OO. de Helsinki 1952 ganó la medalla de plata en los relevos de 4 x 100 metros, con un tiempo de 45.9 segundos, llegando a meta tras Estados Unidos y por delante de Reino Unido, siendo sus compañeras de equipo Ursula Knab, Maria Sander y Marga Petersen.